# NRJ Antilles
NRJ Antilles est une radio du groupe Radio Caraïbes International (RCI), visant un public jeune.
La programmation est composée de musiques locales et du monde (zouk, dancehall, africain, latine), de musique française, et de variétés internationales (R&B, Hip-Hop, Rap, Pop, etc).